# Serica tristis
Serica tristis är en skalbaggsart som beskrevs av Leconte 1850. Serica tristis ingår i släktet Serica och familjen Melolonthidae. Inga underarter finns listade i Catalogue of Life.